# Bollodingen
Bollodingen är en ort i kommunen Bettenhausen i kantonen Bern, Schweiz. 
Bollodingen var tidigare en självständig kommun, men 1 juli 2011 inkorporerades den i kommunen Bettenhausen.